# Nadia Fink
Nadia Fink (La Criolla, 1977) é uma escritora, jornalista e editora argentina conhecida por escrever as obras da série Anti-Princesas de biografias em livros ilustrados de mulheres latino-americanas. Após estudar revisão, trabalhou como copidesque na revista Sudestada e, posteriormente, como redatora. O interesse em combater o que ela considerava papéis prejudiciais de género na literatura infantil levou Fink a co-fundar a editora independente Chirimbote e criar a série Anti-Princesas em 2015.
A série e os seus dois companheiros, a Série Anti-Herói e a Liga das Anti-Princesas, são distribuídos em toda a América Latina e foram traduzidos para vários idiomas. Fink também escreveu outros livros para crianças e co-editou volumes para adultos sobre género e feminismo, incluindo uma edição inspirada e em resposta ao movimento Ni una menos.

## Juventude
Nadia Fink nasceu no município de La Criolla, Santa Fé, na Argentina. Ela descreveu-se como tendo "uma infância numa cidade pequena" e passando muito tempo a brincar ao ar livre na sua juventude. Fink morou em Rosário entre 1986 e 1990, onde frequentou a Escola Província de Salta 115. Depois disso, mudou-se para Buenos Aires. Depois de se formar no ensino médio, ela estudou para se tornar revisora e, ao concluir essa disciplina, começou a "procurar uma maneira de trabalhar para se divertir".

## Carreira
Fink trabalhou por vários anos em funções administrativas e como professora numa pré-escola. Por volta de 2007, começou a fazer revisão para a revista argentina de política e cultura Sudestada. Através da revista, Fink passou a escrever artigos, apesar de não ter formação académica em jornalismo.

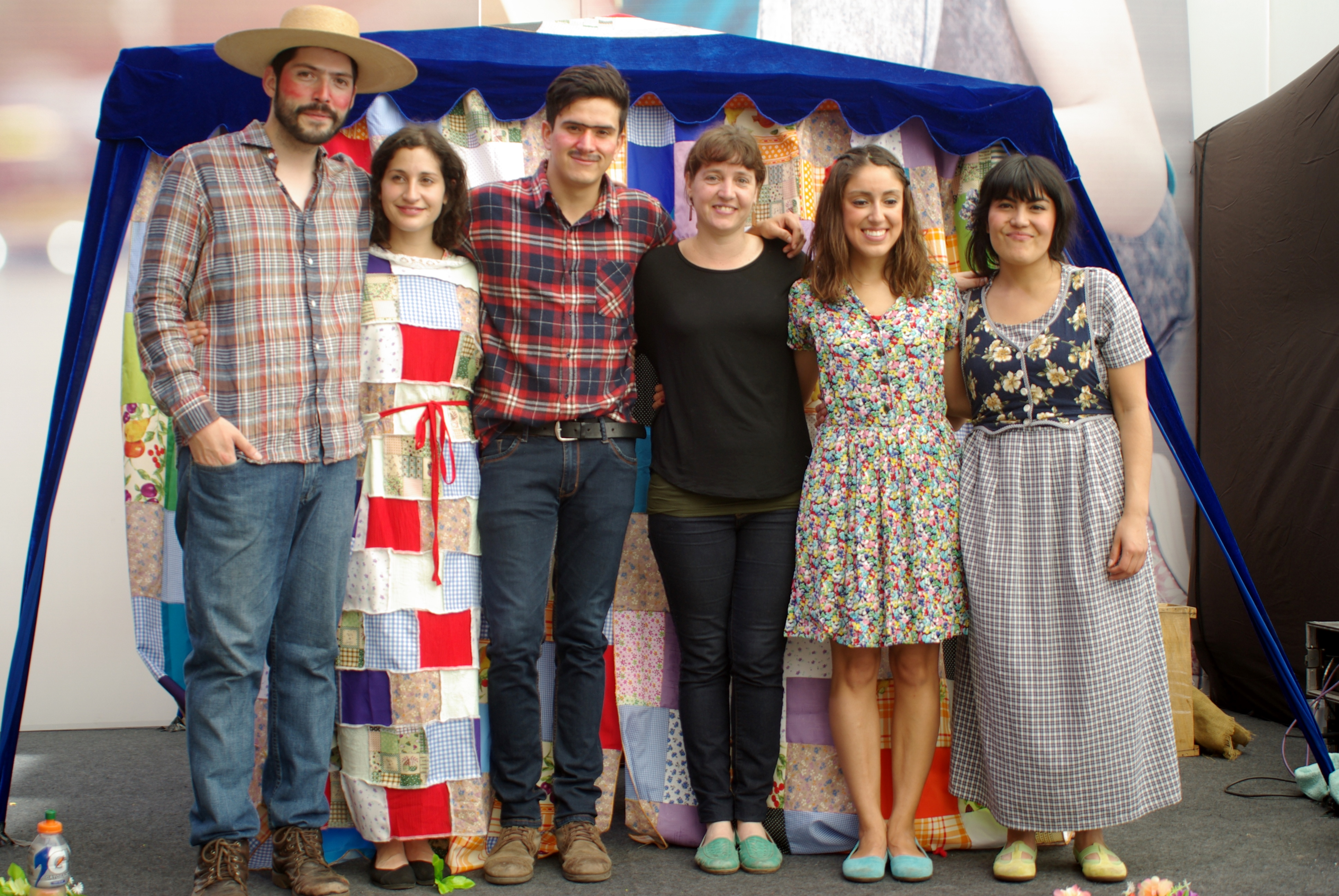
Fink (terceira a partir da direita) a participar numa produção encenada da vida de Violeta Parra na Feira Internacional do Livro de Santiago de 2016

Enquanto trabalhava na Sudestada, Fink pesquisou Frida Kahlo e Violeta Parra e interessou-se em recontar as suas histórias para crianças. Ao lado do ilustrador Pitu Saá e do designer Martín Azcurra, Fink fundou a editora independente Chirimbote, que, juntamente com a Sudestada, publicou os três primeiros títulos da Série Anti-Princesa em 2015. Fink, Saá e Azcurra procuraram figuras femininas na história latino-americana cujas histórias pudessem contar para contrariar narrativas que consideravam prejudiciais em contos de fadas mais antigos e narrativas de princesas mais recentes, como as das princesas da Disney. Em meados de 2016, a Chirimbote tornou-se a única editora da série.
O sucesso da série, exportada para grande parte da América Latina, levou à criação da Série Anti-Herói, que traz histórias semelhantes sobre figuras históricas masculinas da América Latina que "desafiam os super-heróis, no sentido de considerá-los fortes, corajosos ao extremo, autossuficientes". Fink é a autora de todos os livros da série, alguns dos quais foram traduzidos para outros idiomas, incluindo português, italiano e inglês. Fink também escreveu uma terceira série, a Liga das Anti-Princesas, na qual figuras históricas de outras séries unem forças.
Como parte de uma colaboração entre Chirimbote e Las Juanas Editoras em 2016, Fink editou o volume #Ni una menos desde los primeros años (#Nem Uma a Menos dos Primeiros Anos), um trabalho académico sobre igualdade de género, em resposta ao movimento Ni una menos, no qual também escreveu um capítulo sobre a geração de estereótipos de género através do cinema e da literatura. Em 2018, Fink e Laura Rosso compilaram uma série de histórias sobre as experiências dos jovens com género, identidade de género, papéis de género e estereótipos de género num livro ilustrado de 224 páginas chamado Feminism for Youths: Now They See Us, publicado pela Chirimbote. A empresa, cujo foco tende a ser trabalhos sobre feminismo, direitos das mulheres e direitos LGBTQ, também publicou vários livros que tratam de identidades transgénero para jovens.
Fink afirmou em 2016 que sentia que nunca poderia dedicar a sua vida exclusivamente à literatura infantil. Enquanto trabalhava com Chirimbote na série de livros ilustrados, ela continuou a escrever e editar para o website de notícias online argentino Marcha.

## Vida pessoal
Fink tem uma filha. As duas têm colaborado no trabalho de apoio às operações de Chirimbote.

## Obras

### Livros infantis

#### LivrosAnti-Princesa,Anti-HeróieLiga das Anti-Princesas
As biografias de Anti-Princesa de Fink cobriram uma série de figuras, começando com Frida Kahlo, Violeta Parra e Juana Azurduy de Padilla. Outros assuntos incluíram as Mães da Plaza de Mayo e a performer transgénero Susy Shock. A Série Anti-Herói abordou assuntos que contaram com personagens como Julio Cortázar, Eduardo Galeano e Che Guevara .

#### Outros
- Fink, Nadia; Rosso, Laura (2018). Feminismo para jóvenas: Ahora que sí nos ven. Buenos Aires: Chirimbote. ISBN 9789874285812

### Livros para adultos
- Merchán; Fink, eds. (2016). #Ni una menos desde los primeros años: Educación en géneros para infancias más libres. Buenos Aires: Chirimbote; Las Juanas. ISBN 9789874215284
- Merchán; Fink, eds. (2018). #Infancias libres: Talleres y actividades para educación en géneros. Buenos Aires: Chirimbote; Las Juanas. ISBN 978-987-42-7604-9